# Весна Томајек
Весна Абутовић Томајек (1. новембар 1962 — 22. мај 2025) је била српска и југословенска рукометашица. За репрезентацију Југославије наступала је на Светском првенству 1986. када је заузела шесто место и 1990. када је освојила сребрну медаљу. Играла је за ЖРК Сомбор. Добитник је националног признања Републике Србије.
Преминула је 22. маја 2025. године после дуге и тешке болести.